# 11678 Бревард
11678 Бревард (11678 Brevard) — астероїд головного поясу, відкритий 25 лютого 1998 року.
Тіссеранів параметр щодо Юпітера — 3,466.